# 多马坦-瓦里蒙
多马坦-瓦里蒙（法語：Dommartin-Varimont，法語發音：[dɔmaʁtɛ̃ vaʁimɔ̃]）是法国马恩省的一个市镇，位于该省东部，属于香槟沙隆区。该市镇于1965年由原市镇耶夫尔河畔多马坦（Dommartin-sur-Yèvre）和瓦里蒙（Varimont）合并而成。

## 地理
多马坦-瓦里蒙（48°58'41"N, 4°46'56"E）面积23.6 平方千米，位于法国大東部大區马恩省，该省份为法国东北部内陆省份，北起阿登省，西北接埃纳省，西南接塞纳-马恩省，南至奥布省，东南接上马恩省，东临默兹省。
与多马坦-瓦里蒙接壤的市镇（或旧市镇、城区）包括：当皮埃尔堡、埃庞斯、埃尔蓬、努瓦尔略、索姆耶夫尔。
多马坦-瓦里蒙的时区为UTC+01:00、UTC+02:00（夏令时）。

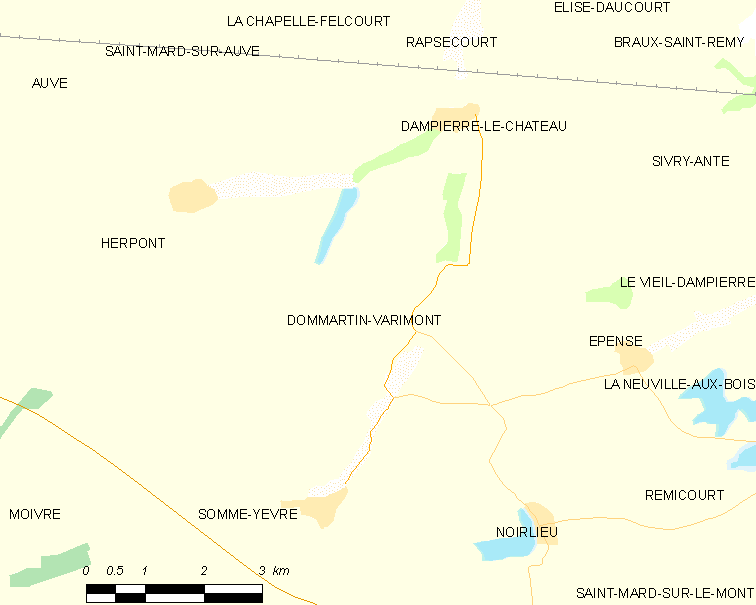
多马坦-瓦里蒙的OSM定位图

## 行政
多马坦-瓦里蒙的邮政编码为51330，INSEE市镇编码为51214。

## 政治
多马坦-瓦里蒙所属的省级选区为阿戈讷-叙普-韦勒县。

## 人口

1962-2008年间多马坦-瓦里蒙人口变化图示

多马坦-瓦里蒙于2022年1月1日时的人口数量为136人。